# Чемпіонат УРСР із шахів 1982 (жінки)
42-й чемпіонат України із шахів серед жінок, що проходив у Євпаторії з 16 по 27 квітня 1982 року.

## Загальна інформація
Головний суддя турніру — Л.Островський (міжнародна категорія, Київ).
Турнір проходив за швейцарською системою у 10 турів. У чемпіонаті взяли участь представниці Києва та 23 областей України, загалом 42 шахістки. З них, шість учасниць молодше 15 років, ще дві третини не досягли двадцяти п'яти років. Чемпіонат зібрав практично весь цвіт України, окрім гросмейстера серед жінок Марти Літинської, а також міжнародних майстрів серед жінок Лідії Семенової та Лідії Муленко.
Зі старту лідерство захопили Ірина Челушкіна (Львів), Олена Єліна (Дніпропетровськ) та Любов Жильцова, які набрали 3½ очка з 4 можливих. Надалі темп, запропонований Челушкіною, досвідчені шахістки витримати не змогли і відстали. Лише на фініші, здобувши поспіль чотири перемоги, Челушкіну наздогнала киянка Вікторія Артамонова. У підсумку, набравши 8 очок з 10 можливих, чемпіонкою України із шахів серед жінок стала Ірина Челушкіна (вихованка херсонської ДЮСШ № 4), на той час студентка Львівського інституту фізкультури. На ½ очка відстала Вікторія Артамонова (Київ), яка вдруге поспіль стала призером чемпіонату України.
Третє-п'яте місця розділили Лариса Дубілевська (3 місце за додатковим показником), Ірина Березіна (4 місце) та харків'янка Вікторія Баранова (п'яте місце). Перші четверо отримали право участі у півфіналах чемпіонату СРСР. Жодна з 5 майстрів спорту, які брали участь у змаганні, не потрапила до першої п'ятірки.
За підсумками турніру норматив майстра спорту виконали Ірина Челушкіна та Олена Єліна.

## Підсумкова таблиця

Учасниці, судді та організатори 42-го чемпіонату України (зліва направо):
нижній ряд — ?, Березіна, Корнієць, Дубіна, ?, Лельчук, ?, ?, Ручйова, Кравчук, ?, ?, Дубілевська, ?, ?; середній ряд — ?, ?, Титова, Челушкіна, ?, Баглай, Борсук, Седіна, гол.суддя Лев Островський, Жильцова, Гершман, Морозова, ?, ?, ?;
верхній ряд — Сон, ?, Єліна, Мучник, Баранова, Ястребова, Артамонова, Хасмінська, ?, ?, ?, ?, ?, ?, Алтухова, Гавриш, А.Іванченко, Ковалевська, ?;

| Місце              | Шахістка                      | Місто           |  | + | = | − | Очки | Дод1 |
| ------------------ | ----------------------------- | --------------- |  | - | - | - | ---- | ---- |
| Gold               | Ірина Челушкіна               | Львів           |  |   |   |   | 8    |      |
| Silver             | Вікторія Артамонова           | Київ            |  |   |   |   | 7½   |      |
| — 5                | Лариса Дубілевська (Калініна) | Тернопіль       |  |   |   |   | ?    |      |
| — 5                | Ірина Березіна                | Київ            |  |   |   |   | ?    |      |
| — 5                | Вікторія Баранова             | Харків          |  |   |   |   | ?    |      |
| …                  | Олена Єліна                   | Дніпропетровськ |  |   |   |   | ?    |      |
| …                  | Любов Жильцова (Лисенко)      | Київ            |  |   |   |   | ?    |      |
| …                  | Олена Титова                  | Київ            |  |   |   |   | ?    |      |
| …                  | Тетяна Морозова               | Одеса           |  |   |   |   | ?    |      |
| …                  | Зоя Лельчук                   | Львів           |  |   |   |   | ?    |      |
| …                  | Наталія Ручйова               | Севастополь     |  |   |   |   | ?    |      |
| …                  | Олена Седіна                  | Київ            |  |   |   |   | ?    |      |
| …                  | Лариса Мучник                 | Житомир         |  |   |   |   | ?    |      |
| …                  | Фаїна Гершман                 | Кіровоград      |  |   |   |   | ?    |      |
| …                  | Олена Кравчук                 | Житомир         |  |   |   |   | ?    |      |
| …                  | Оксана Баглай                 | Мукачево        |  |   |   |   | ?    |      |
| …                  | Ірина Сон                     | Львів           |  |   |   |   | ?    |      |
| …                  | Тетяна Ястребова              | Одеса           |  |   |   |   | ?    |      |
| …                  | Юлія Хасмінська               | Київ            |  |   |   |   | ?    |      |
| …                  | Світлана Ковалевська          |                 |  |   |   |   | ?    |      |
| …                  | Алла Іванченко                | Харків          |  |   |   |   | ?    |      |
| …                  | Валентина Алтухова            | Жданов          |  |   |   |   | ?    |      |
| …                  | Марина Корнієць               | Чернівці        |  |   |   |   | ?    |      |
| …                  | Людмила Дубіна                | Київ            |  |   |   |   | ?    |      |
| …                  | Анжела Борсук                 | Херсон          |  |   |   |   | ?    |      |
| …                  | Ірина Гавриш                  | Харків          |  |   |   |   | ?    |      |
| …                  | …                             | …               |  |   |   |   | ...  |      |
| …                  | …                             | …               |  |   |   |   | ...  |      |
| Всього 42 шахістки |                               |                 |  |   |   |   |      |      |